# Клерје
Клерје (фр. Clérieux) насеље је и општина у источној Француској у региону Рона-Алпи, у департману Дром која припада префектури Валанс.
По подацима из 2011. године у општини је живело 2036 становника, а густина насељености је износила 150,48 становника/km². Општина се простире на површини од 13,53 km². Налази се на средњој надморској висини од 144 метара (максималној 245 m, а минималној 141 m).

## Демографија
| 1962. | 1968. | 1975. | 1982. | 1990. | 1999. | 2011. |
| ----- | ----- | ----- | ----- | ----- | ----- | ----- |
| 1.248 | 1.326 | 1.273 | 1.354 | 1.605 | 1.833 | 2.036 |

График промене броја становника у току последњих година